# (4295) Wisse
(4295) Wisse (6032 P-L) – planetoida z grupy pasa głównego asteroid okrążająca Słońce w ciągu 3,84 lat w średniej odległości 2,45 j.a. Odkryta 24 września 1960 roku.